# Lenny (cantante)
Lenny, pseudonimo di Lenka Filipová (Praga, 25 settembre 1993), è una cantautrice e musicista ceca.

## Biografia
Lenny eredita l'amore per la musica da sua madre, Lenka Filipová, una popolare cantante ceca. Comincia infatti a suonare il pianoforte a 4 anni, scrive la sua prima canzone a 11 anni e forma la sua prima band a 16 anni. Accompagna la madre in molti concerti in Australia, Canada, Europa e Asia, e partecipa all'International Songwriting Competition in America arrivando in semifinale con la sua canzone You’re My Everything.  Nel 2013 cattura l’attenzione dei media e degli addetti ai lavori durante uno showcase durante il quale Universal Music presentava i suoi nuovi talenti.
Dopo aver pubblicato il suo primo EP All My Love nel giugno del 2013, Lenny lascia Praga per trasferirsi a Londra e studiare composizione al British & Irish Modern Music Institute. A dicembre dello stesso anno Lenny pubblica il suo secondo EP intitolato Fighter con il quale ottiene un grande successo di critica e pubblico. L’uscita del suo primo album Hearts è datata 2016: arriva subito dritto in testa alle classifiche degli album più venduti in Repubblica Ceca, sia in fisico che in digitale, e il primo singolo estratto Hell.o entra in rotazione radiofonica in Italia nel 2017 riscuotendo un notevole successo.
Il 20 marzo 2018 pubblica il singolo Enemy.

## Discografia

### Album in studio
- 2016 – Hearts
- 2018 – Weird & Wonderful
- 2022 – Heartbreak Culture

### Album dal vivo
- 2024 – Lenny Live

### EP
- 2013 – All My Love
- 2013 – Fighter
- 2023 – Klenoty

### Singoli
- 2014 – All of This
- 2015 – Bones
- 2016 – Standing at the Corner of Your Heart
- 2016 – Hell.o
- 2016 – My Love
- 2018 – Enemy
- 2018 – Home
- 2019 – Lovers Do
- 2020 – Figure It Out
- 2020 – Wake Up
- 2021 – Samotní nejsme nic (con Lenka Filipová)
- 2021 – Overexposed